# Ернст Юнкерманн
Ернст Юнкерманн (нім. Ernst Junkermann; 25 червня 1881, Ольпе — 5 березня 1944, Гослар) — німецький військово-морський діяч, віце-адмірал (31 березня 1931).

## Біографія
10 квітня 1899 року вступив на флот кадетом. У 1904-05 роках знаходився в плаванні в Східну Азію. У жовтні 1906 року переведений в міноносний флот. З січня 1908 року командував міноносцями. Закінчив Військово-морську академію (1914). Учасник Першої світової війни, займав штабні посади, з 14 грудня 1914 року — навігаційний офіцер.
З 5 грудня 1918 по 21 червня 1919 року — командир лінійного корабля «Кельн». З 31 травня по 14 вересня 1920 року — 1-й офіцер Адмірал-штабу в штабі військово-морської станції «Остзее». З 17 грудня 1920 року — офіцер зв'язку ВМС при командувачі 2-м військовим округом, з 14 жовтня 1922 року — начальник штабу інспекції навчальних закладів. З 6 жовтня 1924 року — командир корабельної кадрованої дивізії «Остзее». З 3 травня 1925 року командував крейсером «Гамбург», з 19 липня 1925 року — «Бремен», з 7 квітня 1926 року — лінійним кораблем «Гессен». З 10 вересня 1927 року — начальник Відділу морської оборони Морського керівництва, одночасно в 1928-30 роках неодноразово виконував обов'язки інспектора навчальних закладів. 31 березня 1931 року вийшов у відставку.
1 січня 1939 року знову прийнятий на службу і 26 травня 1940 року призначений заступником імперського комісара Призового суду в Гамбурзі. З 1 березня 1941 року — імперський комісар, з серпня 1941 року — суддя Призового суду в Берліні. 31 серпня 1942 року вдруге вийшов у відставку.

## Нагороди
- Орден Червоного орла 4-го класу
- Залізний хрест 2-го і 1-го класу
- Військовий Хрест Фрідріха-Августа (Ольденбург) 2-го і 1-го класу
- Рятувальна медаль
- Хрест «За вислугу років» (Пруссія)
- Почесний хрест ветерана війни з мечами